# بیون دیویس
بیون دیویس (انگلیسی: Bevan Davies) طبل‌زن اهل ایالات متحده آمریکا است. وی از سال ۱۹۹۰ میلادی تاکنون مشغول فعالیت بوده است.